# Draché
Draché är en kommun i departementet Indre-et-Loire i regionen Centre-Val de Loire i de centrala delarna av Frankrike. Kommunen ligger i kantonen Descartes som tillhör arrondissementet Loches. År 2022 hade Draché 700 invånare.

## Befolkningsutveckling
Antalet invånare i kommunen Draché
Referens:INSEE